# Rhinolepadichthys
Rhinolepadichthys — рід риб родини присоскоперових (Gobiesocidae). Запропонований у 2024 році. Представники роду поширені в Індо-Тихоокеанському регіоні.

## Класифікація
Рід містить 4 види:
- Rhinolepadichthys geminus (Fujiwara and Motomura, 2021)
- Rhinolepadichthys heemstraorum (Fujiwara and Motomura, 2021)
- Rhinolepadichthys lineatus (Briggs, 1966)
- Rhinolepadichthys polyastrous (Fujiwara and Motomura, 2021)